# Youcef Belaïli
Mohammed Youcef Belaïli (en arabe : يوسف بلايلي) plus souvent appelé Youcef Belaïli, né le 14 mars 1992 à Oran, est un footballeur international algérien, qui évolue au poste d'ailier gauche ou milieu offensif à l'ES Tunis.

## Carrière

### Club
Youcef Belaïli devient footballeur professionnel en 2008, alors qu'il a à peine 16 ans. Il évolue alors au Mouloudia Club Oranais, en Algérie. En 2009, il rejoint le Chabab Ahly Bordj Bou Arreridj, où il ne dispute que cinq matchs. Youcef Belaïli revient au MC Oran en 2010 et signe une première saison prometteuse, avec 6 buts et une passe décisive en 21 apparitions. Il poursuit sa progression lors de la saison 2011-12 en marquant 8 buts (plus 6 passes décisives) en 24 matchs de Ligue 1 algérienne.

#### Premiers titres à Tunis
En 2012, alors qu'il a tout juste 20 ans, il rejoint le prestigieux club de l'Espérance sportive de Tunis, en Tunisie. Il y remporte ses premiers titres puisqu'il est sacré champion de Tunisie en 2012 et en 2014.

#### Contrôle positif à la cocaïne
En 2014, il fait le choix de rentrer au pays et signe à l'USM Alger. Sa saison 2014-15 (six buts et trois passes décisives en 25 matchs) lui vaut d'être appelé en sélection par Christian Gourcuff. Mais sa carrière connaît un coup d'arrêt : le 7 août 2015, Youcef Belaïli est contrôlé positif à la cocaïne. Il reconnaît les faits et écope de quatre ans de suspension.
Il est suspendu par la CAF pour 2 ans pour avoir été contrôlé positif à la cocaïne lors d'un contrôle antidopage effectué lors du match MC El Eulma – USMA du 7 août 2015, comptant pour la Ligue des champions d'Afrique. Il reconnaît les faits.
Youcef Belaïli est contrôlé, une seconde fois, positif pour dopage après avoir consommé un produit prohibé (cocaïne), lors du match de son équipe face au CS Constantine (2-0) comptant pour la cinquième journée du championnat d'Algérie de Ligue 1 Mobilis, disputé le 19 septembre 2015 à Constantine. Une suspension  de quatre ans lui est infligée.
Son contrat avec l'USMA est résilié dans la foulée.
Le 26 octobre 2015, la CAF le suspend pour 8 ans pour refus de comparaître devant la commission de discipline de la CAF.
Le joueur fait d’abord appel auprès de la CAF, mais, le 31 janvier 2016, la CAF déclare son appel irrecevable en raison du non-paiement des frais d’appel. Le 10 février 2016, le joueur a fait appel au Tribunal arbitral du sport (TAS) qui décide, le 4 novembre 2016, de réduire la sanction de 4 ans à 2 ans à compter du 19 septembre 2015,.
Il évoquera plus tard une « erreur de jeunesse. ».

#### Première expérience ratée en Europe
Après ces deux ans d'arrêt, Youcef Belaïli signe en septembre 2017 à Angers, club français de Ligue 1. Jugé à court de forme par l'entraîneur d'Angers Stéphane Moulin, Youcef Belaïli ne dispute qu'une mi-temps avec les professionnels.

#### Retour à Tunis
En janvier 2018, il quitte Angers et retourne à l'Espérance sportive de Tunis.
Il gagne de nouveau le championnat tunisien en 2018 et en 2019 et remporte deux Ligue des champions africaines.

#### Une courte aventure et des dérapages à Brest
Le 31 janvier 2022, il signe en Ligue 1 au Stade brestois. Malgré des débuts difficiles avec notamment un pénalty manqué, Youcef Belaïli parvient à s'imposer à Brest et marque trois buts et signe deux passes décisives en 13 matchs de championnat.
Le 4 juillet 2022, il prolonge son contrat d'une saison avec le Stade brestois jusqu'en juin 2023. Toutefois, le 29 septembre suivant, le club annonce avoir convenu de la résiliation du contrat qui le liait à Belaïli « suite à la demande du joueur ». Plusieurs sources extérieures indiquent que la rupture conventionnelle est due à des facteurs extra-sportifs : il aurait notamment laissé une maison qu'il louait dans un état déplorable,. Ses dérapages extra-sportifs, en particulier l'état de son logement ont marqué l'actualité locale.

#### Nouvel échec à Ajaccio
Le 12 octobre 2022, il s'envole vers la Corse pour signer un contrat jusqu'à la fin de la saison avec l'AC Ajaccio, récemment promu en Ligue 1. Il inscrit six buts en 17 matchs, avant de nouveau faire parler de lui : le 28 avril, l'AC Ajaccio indique que le milieu offensif a « disparu » et qu'il ne s'est plus présenté aux entraînements depuis le 25 avril.Il est sanctionné par le club. Son départ s'expliquerait, selon différents médias, par un désaccord financier autour d'une prime de signature.

#### Nouvelle aventure au MC Alger
Il signe libre à l'été 2023 au MC Alger où il va réaliser une saison pleine avec 14 buts et 12 passes décisives en 21 matchs du championnat d'Algérie.

#### Deuxième retour à l'Espérance Tunis
Après une très belle saison avec le MC Alger, avec lequel il a fini meilleur buteur et meilleur passeur, il signe à nouveau à l'Espérance Tunis le 28 juillet 2024 contre 500,000€.

### Équipe nationale
Il participe au Championnat d'Afrique des nations des moins de 23 ans joué en 2011 au Maroc, un tournoi qualificatif pour les Jeux olympiques d'été de 2012.
Il dispute sa première compétition internationale majeure lors de la Coupe d'Afrique des nations 2019 où est sacré champion d'Afrique avec l'Algérie le 19 juillet 2019 après un excellent tournoi. Deux ans plus tard, il est champion de la coupe arabe des nations le 18 décembre 2021. En janvier 2022, Il fait partie des joueurs sélectionnés pour participer à la Coupe d'Afrique des nations 2021 où L'Algérie sort dès le premier tour. Le 29 décembre 2023, il est retenu dans la liste des vingt-sept joueurs algériens sélectionnés par Djamel Belmadi pour disputer la Coupe d'Afrique des nations 2023.

## Statistiques

### En club
| Saison                | Club                  | Championnat           | Championnat | Championnat | Championnat | Coupe nationale | Coupe nationale | Coupe nationale | Coupe de la Ligue | Coupe de la Ligue | Coupe de la Ligue | Supercoupe | Supercoupe | Supercoupe | Compétition(s) continentale(s) | Compétition(s) continentale(s) | Compétition(s) continentale(s) | Compétition(s) continentale(s) | Supercoupe CAF | Supercoupe CAF | Supercoupe CAF | Autres compétitions | Autres compétitions | Autres compétitions | Autres compétitions | Total | Total | Total |
| Saison                | Club                  | Division              | M.          | B.          | P.d.        | M.              | B.              | P.d.            | M.                | B.                | P.d.              | M.         | B.         | P.d.       | Comp.                          | M.                             | B.                             | P.d.                           | M.             | B.             | P.d.           | Comp.               | M.                  | B.                  | P.d.                | M.    | B.    | P.d.  |
| 2009-2010             | CA Bordj Bou Arreridj | Ligue 1               | 4           | 0           | 0           | 1               | 0               | 0               | -                 | -                 | -                 | -          | -          | -          | -                              | -                              | -                              | -                              | -              | -              | -              | -                   | -                   | -                   | -                   | 5     | 0     | 0     |
| 2010-2011             | MC Oran               | Ligue 1               | 19          | 4           | 0           | 4               | 4               | 0               | -                 | -                 | -                 | -          | -          | -          | -                              | -                              | -                              | -                              | -              | -              | -              | -                   | -                   | -                   | -                   | 23    | 8     | 0     |
| 2011-2012             | MC Oran               | Ligue 1               | 24          | 8           | 5           | 1               | 0               | 0               | -                 | -                 | -                 | -          | -          | -          | -                              | -                              | -                              | -                              | -              | -              | -              | -                   | -                   | -                   | -                   | 25    | 8     | 5     |
| Sous-total            | Sous-total            | Sous-total            | 43          | 12          | 5           | 5               | 4               | 0               | -                 | -                 | -                 | -          | -          | -          | -                              | -                              | -                              | -                              | -              | -              | -              | -                   | -                   | -                   | -                   | 48    | 16    | 5     |
| 2011-2012             | ES Tunis              | Ligue 1 Pro           | 3           | 0           | 0           | -               | -               | -               | -                 | -                 | -                 | -          | -          | -          | CAF                            | 6                              | 0                              | 3                              | -              | -              | -              | -                   | -                   | -                   | -                   | 9     | 0     | 3     |
| 2012-2013             | ES Tunis              | Ligue 1 Pro           | 20          | 6           | 9           | 4               | 1               | 0               | -                 | -                 | -                 | -          | -          | -          | CAF                            | 11                             | 1                              | 5                              | -              | -              | -              | -                   | -                   | -                   | -                   | 35    | 8     | 14    |
| 2013-2014             | ES Tunis              | Ligue 1 Pro           | 12          | 2           | 3           | -               | -               | -               | -                 | -                 | -                 | -          | -          | -          | -                              | -                              | -                              | -                              | -              | -              | -              | -                   | -                   | -                   | -                   | 12    | 2     | 3     |
| Sous-total            | Sous-total            | Sous-total            | 35          | 8           | 12          | 4               | 1               | 0               | -                 | -                 | -                 | -          | -          | -          | -                              | 17                             | 1                              | 8                              | -              | -              | -              | -                   | -                   | -                   | -                   | 56    | 10    | 20    |
| 2014-2015             | USM Alger             | Ligue 1               | 25          | 6           | 1           | 2               | 0               | 1               | -                 | -                 | -                 | -          | -          | -          | CAF                            | 10                             | 4                              | 5                              | -              | -              | -              | -                   | -                   | -                   | -                   | 37    | 10    | 7     |
| 2015-2016             | USM Alger             | Ligue 1               | 4           | 3           | 2           | -               | -               | -               | -                 | -                 | -                 | -          | -          | -          | -                              | -                              | -                              | -                              | -              | -              | -              | -                   | -                   | -                   | -                   | 4     | 3     | 2     |
| Sous-total            | Sous-total            | Sous-total            | 29          | 9           | 3           | 2               | 0               | 1               | -                 | -                 | -                 | -          | -          | -          | -                              | 10                             | 4                              | 5                              | -              | -              | -              | -                   | -                   | -                   | -                   | 41    | 13    | 9     |
| 2017-2018             | Angers SCO            | Ligue 1               | 0           | 0           | 0           | -               | -               | -               | 1                 | 0                 | 0                 | -          | -          | -          | -                              | -                              | -                              | -                              | -              | -              | -              | -                   | -                   | -                   | -                   | 1     | 0     | 0     |
| 2017-2018             | ES Tunis              | Ligue 1 Pro           | 9           | 3           | 2           | 1               | 0               | 0               | -                 | -                 | -                 | -          | -          | -          | CAF                            | 13                             | 3                              | 3                              | -              | -              | -              | -                   | -                   | -                   | -                   | 23    | 6     | 5     |
| 2018-2019             | ES Tunis              | Ligue 1 Pro           | 11          | 0           | 6           | 2               | 1               | 0               | -                 | -                 | -                 | 1          | 0          | 1          | CAF                            | 11                             | 3                              | 2                              | 1              | 1              | 0              | UAFA+CMC            | 1+2                 | 1+1                 | 0                   | 29    | 7     | 9     |
| Sous-total            | Sous-total            | Sous-total            | 20          | 3           | 8           | 3               | 1               | 0               | -                 | -                 | -                 | 1          | 0          | 1          | -                              | 24                             | 6                              | 5                              | 1              | 1              | 0              | -                   | 3                   | 2                   | 0                   | 52    | 13    | 14    |
| 2019-2020             | Al-Ahli SC            | Saudi Pro League      | 13          | 2           | 3           | 4               | 3               | 0               | -                 | -                 | -                 | -          | -          | -          | ACL                            | 2                              | 1                              | 0                              | -              | -              | -              | -                   | -                   | -                   | -                   | 19    | 6     | 3     |
| 2020-2021             | Qatar SC              | Qatar Stars League    | 15          | 13          | 3           | 2               | 1               | 0               | -                 | -                 | -                 | -          | -          | -          | -                              | -                              | -                              | -                              | -              | -              | -              | -                   | -                   | -                   | -                   | 17    | 14    | 3     |
| 2021-2022             | Qatar SC              | Qatar Stars League    | 7           | 2           | 0           | -               | -               | -               | 1                 | 1                 | 0                 | -          | -          | -          | -                              | -                              | -                              | -                              | -              | -              | -              | -                   | -                   | -                   | -                   | 8     | 3     | 0     |
| Sous-total            | Sous-total            | Sous-total            | 22          | 15          | 3           | 2               | 1               | 0               | 1                 | 1                 | 0                 | -          | -          | -          | -                              | -                              | -                              | -                              | -              | -              | -              | -                   | -                   | -                   | -                   | 25    | 17    | 3     |
| 2021-2022             | Stade brestois 29     | Ligue 1               | 13          | 3           | 2           | -               | -               | -               | -                 | -                 | -                 | -          | -          | -          | -                              | -                              | -                              | -                              | -              | -              | -              | -                   | -                   | -                   | -                   | 13    | 3     | 2     |
| 2022-2023             | Stade brestois 29     | Ligue 1               | 6           | 0           | 2           | -               | -               | -               | -                 | -                 | -                 | -          | -          | -          | -                              | -                              | -                              | -                              | -              | -              | -              | -                   | -                   | -                   | -                   | 6     | 0     | 2     |
| Sous-total            | Sous-total            | Sous-total            | 19          | 3           | 4           | -               | -               | -               | -                 | -                 | -                 | -          | -          | -          | -                              | -                              | -                              | -                              | -              | -              | -              | -                   | -                   | -                   | -                   | 19    | 3     | 4     |
| 2022-2023             | AC Ajaccio            | Ligue 1               | 17          | 6           | 3           | -               | -               | -               | -                 | -                 | -                 | -          | -          | -          | -                              | -                              | -                              | -                              | -              | -              | -              | -                   | -                   | -                   | -                   | 17    | 6     | 3     |
| 2023-2024             | MC Alger              | Ligue 1               | 21          | 14          | 12          | 5               | 2               | 2               | -                 | -                 | -                 | -          | -          | -          | -                              | -                              | -                              | -                              | -              | -              | -              | -                   | -                   | -                   | -                   | 26    | 16    | 14    |
| 2024-2025             | ES Tunis              | Ligue 1 Pro           | 21          | 9           | 5           | 3               | 2               | 2               | -                 | -                 | -                 | 1          | 1          | 0          | CAF                            | 10                             | 7                              | 7                              | -              | -              | -              | CMC                 | 2                   | 1                   | 0                   | 37    | 20    | 14    |
| 2025-2026             | ES Tunis              | Ligue 1 Pro           | 1           | 0           | 0           | -               | -               | -               | -                 | -                 | -                 | 1          | 1          | 0          | -                              | -                              | -                              | -                              | -              | -              | -              | -                   | -                   | -                   | -                   | 2     | 1     | 0     |
| Sous-total            | Sous-total            | Sous-total            | 22          | 9           | 5           | 3               | 2               | 2               | -                 | -                 | -                 | 2          | 2          | 0          | -                              | 10                             | 7                              | 7                              | -              | -              | -              | -                   | 2                   | 1                   | 0                   | 39    | 21    | 14    |
| Total sur la carrière | Total sur la carrière | Total sur la carrière | 245         | 81          | 58          | 29              | 14              | 5               | 2                 | 1                 | 0                 | 3          | 2          | 1          | -                              | 63                             | 19                             | 25                             | 1              | 1              | 0              | -                   | 5                   | 3                   | 0                   | 348   | 121   | 89    |

### En sélection nationale
| Saison                | Sélection             | Phases finales            | Phases finales | Phases finales | Phases finales | Éliminatoires CDM | Éliminatoires CDM | Éliminatoires CDM | Éliminatoires CAN | Éliminatoires CAN | Éliminatoires CAN | Matchs amicaux | Matchs amicaux | Matchs amicaux | Total | Total | Total |
| Saison                | Sélection             | Compétition               | M              | B              | Pd             | M                 | B                 | Pd                | M                 | B                 | Pd                | M              | B              | Pd             | M     | B     | Pd    |
| --------------------- | --------------------- | ------------------------- | -------------- | -------------- | -------------- | ----------------- | ----------------- | ----------------- | ----------------- | ----------------- | ----------------- | -------------- | -------------- | -------------- | ----- | ----- | ----- |
| 2014-2015             | Algérie               | -                         | -              | -              | -              | -                 | -                 | -                 | -                 | -                 | -                 | 2              | 0              | 0              | 2     | 0     | 0     |
| 2018-2019             | Algérie               | CAN 2019                  | 6              | 2              | 0              | -                 | -                 | -                 | 2                 | 0                 | 0                 | 3              | 1              | 3              | 11    | 3     | 3     |
| 2019-2020             | Algérie               | -                         | -              | -              | -              | -                 | -                 | -                 | 2                 | 2                 | 1                 | 3              | 0              | 0              | 5     | 2     | 1     |
| 2020-2021             | Algérie               | -                         | -              | -              | -              | -                 | -                 | -                 | 2                 | 0                 | 2                 | 3              | 0              | 4              | 5     | 0     | 6     |
| 2021-2022             | Algérie               | Coupe arabe 2021 CAN 2021 | 5+3            | 2+0            | 1+0            | 8                 | 1                 | 5                 | 2                 | 1                 | 0                 | 2              | 0              | 1              | 20    | 4     | 7     |
| 2022-2023             | Algérie               | -                         | -              | -              | -              | -                 | -                 | -                 | 2                 | 0                 | 0                 | 4              | 0              | 0              | 6     | 0     | 0     |
| 2023-2024             | Algérie               | CAN 2023                  | 3              | 0              | 1              | -                 | -                 | -                 | -                 | -                 | -                 | 2              | 0              | 1              | 5     | 0     | 2     |
| 2024-2025             | Algérie               | -                         | -              | -              | -              | 2                 | 0                 | 1                 | -                 | -                 | -                 | 1              | 1              | 1              | 3     | 1     | 2     |
| Total sur la carrière | Total sur la carrière | Total sur la carrière     | 17             | 4              | 2              | 10                | 1                 | 6                 | 10                | 3                 | 3                 | 20             | 2              | 10             | 57    | 10    | 21    |

### Matchs internationaux
Le tableau suivant liste les rencontres de l'équipe d'Algérie dans lesquelles Youcef Belaïli a été sélectionné depuis le 26 mars 2015 jusqu'à présent.

## Palmarès

### En club
| ES Tunis (11) | USM Alger (1)                     | MC Alger (1)                                                             |
| --- | --------------------------------- | ------------------------------------------------------------------------ |
| - Ligue 1 Pro (5) : - Champion : 2012, 2014, 2018, 2019 et 2025 - Vice-champion : 2013 - Coupe de Tunisie (1) : - Vainqueur : 2025 - Supercoupe de Tunisie (3) : - Vainqueur : 2019, 2024 et 2025 - Ligue des champions de la CAF (2) : - Vainqueur : 2018 et 2019 - Finaliste : 2012 - Supercoupe de la CAF : - Finaliste : 2019 | - Ligue 1 (1) : - Champion : 2016 | - Ligue 1 (1) : - Champion : 2024 - Coupe d'Algérie : - Finaliste : 2024 |

### En sélection nationale
Avec la sélection algérienne, Youcef Belaïli remporte la Coupe d'Afrique des nations de football 2019 et la Coupe arabe de la FIFA 2021.
| Algérie (2)                                                                                            |
| --- |
| - Coupe d'Afrique des nations (1) - Vainqueur en 2019 - Coupe Arabe de la FIFA (1) - Vainqueur en 2021 |

### Distinctions personnelles
- El Heddaf-Le Buteur Meilleur espoir algérien de l’année 2012[27].
- Meilleur joueur sang et or de l'année : 2012/2013
- Élu meilleur joueur africain interclubs de l'année 2019 CAF Awards
- Homme du match contre Qatar de lors coupe arabe 2021
- 2e meilleur joueur de la Coupe Arabe de la FIFA
- Membre de l'équipe-type du coupe arabe 2021
- Élu meilleur joueur du mois du Stade brestois 29 en mai 2022
- Meilleur but du mois de mai 2022 contre l’AS Monaco en Ligue 1  [28]
- Meilleur but de la saison  2021- 2022 en Ligue 1 contre l’AS Monaco [29],[30]
- Élu meilleur joueur du mois du AC Ajaccio en février 2023 [31]
- Prix Dz Best du meilleur joueur algérien en Afrique 2024[32]

## Altercations avec les arbitres
Belaïli jugé indiscipliné par plusieurs observateurs,, s'est distingué à plusieurs reprises par des altercations avec des arbitres durant les matchs.
Le 17 février 2024, le joueur réagit contre un carton jaune en s'en prenant violemment à l'arbitre.
Le 14 avril 2024, il s'est pris physiquement à l'arbitre Ghada Mehat (une femme), en la saisissant par le bras afin de l'empêcher de lui adresser un carton jaune,.

## Décorations
- Achir de l'ordre du Mérite national d'Algérie.